# 오초존주파주

오초존주파 주의 위치

오초존주파주(영어: Otjozondjupa)는 나미비아 북동부에 위치한 주로, 주도는 오치와롱고이며 면적은 105,328km2, 인구는 135,723명(2001년 기준)이다. 남동쪽으로는 오마헤케 주, 남쪽으로는 호마스 주, 남서쪽으로는 에롱고 주, 북서쪽으로는 쿠네네 주, 북쪽으로는 오시코토 주, 북동쪽으로는 서카방고 주와 동카방고 주, 동쪽으로는 보츠와나 북서부 구와 접하며 7개 선거구로 나뉜다.